# Franz Jeglitsch

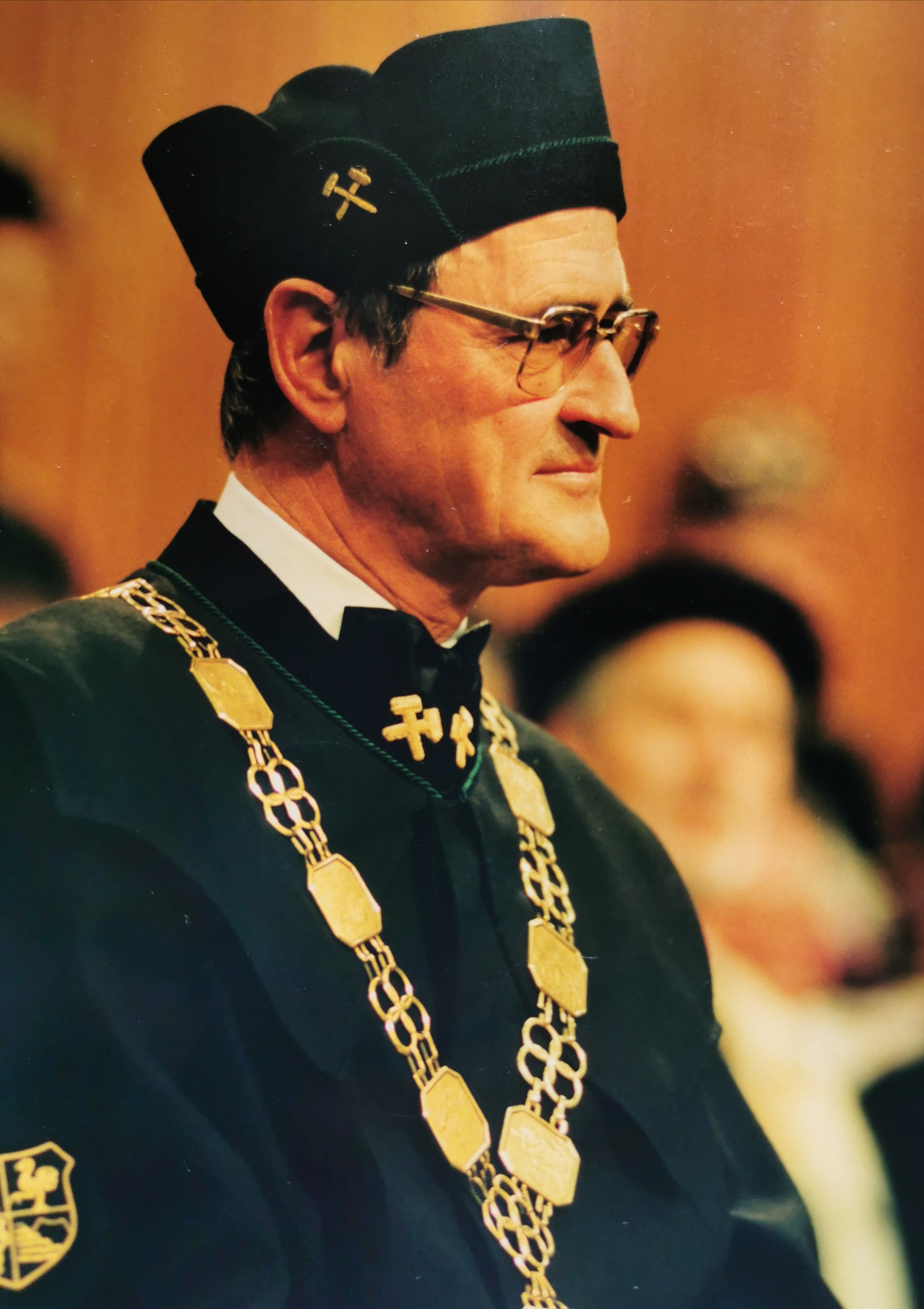
Franz Jeglitsch

Franz Jeglitsch (* 24. August 1934 in Klagenfurt; † 29. Juli 2016) war ein österreichischer Werkstoffwissenschafter, Hochschullehrer und Politiker (ÖVP). Er war von 1987 bis 1991 Rektor der Montanuniversität Leoben und von 1991 bis 2000 Landtagsabgeordneter in der Steiermark.

## Leben

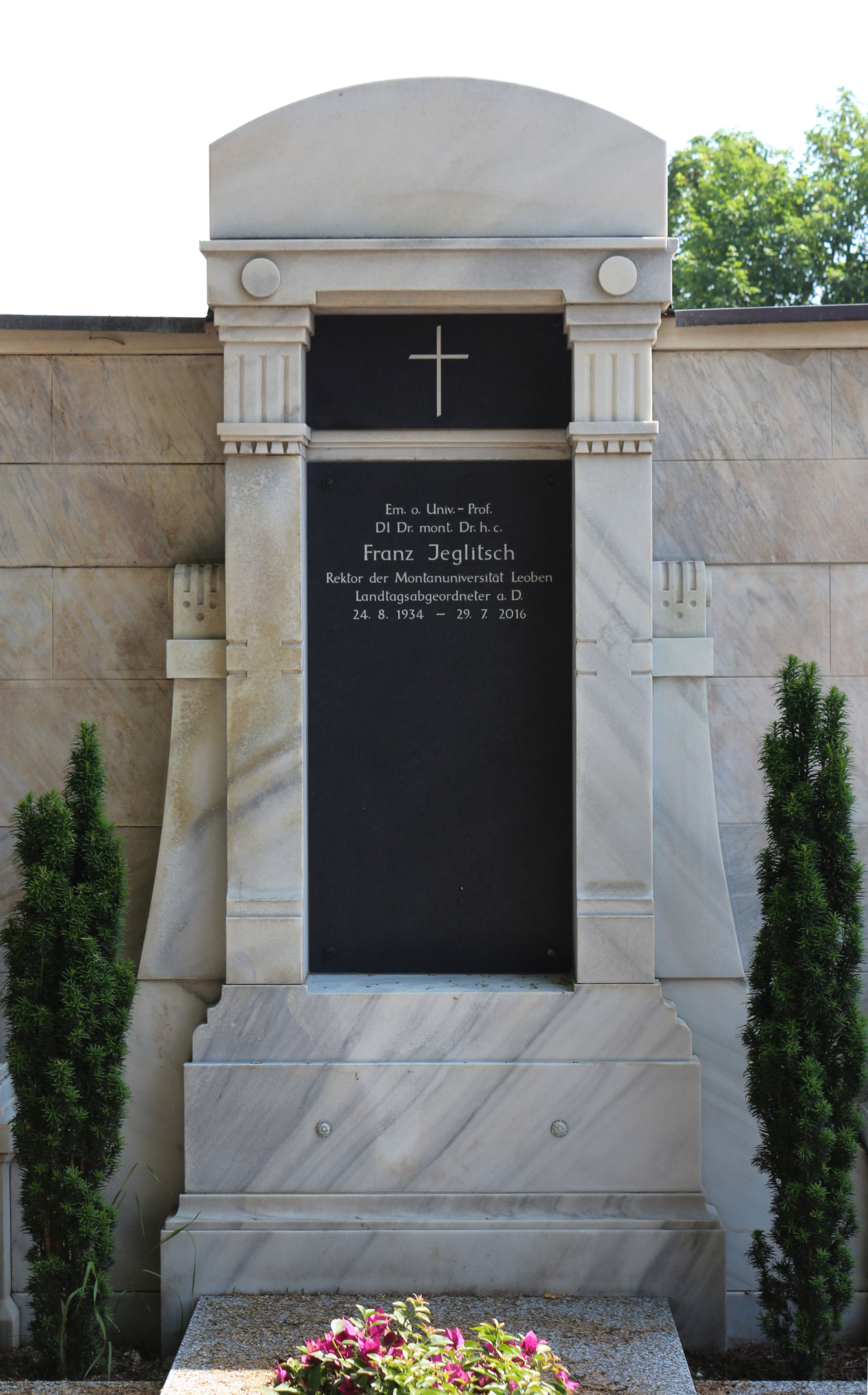
Grab von Franz Jeglitsch am Zentralfriedhof Leoben (2018)

Franz Jeglitsch studierte an der Montanistischen Hochschule in Leoben Hüttenwesen, das Studium beendete er 1958 mit Auszeichnung. Anschließend war er als wissenschaftlicher Mitarbeiter am Institut für Metallkunde und Werkstoffprüfung tätig, 1963 folgte die Dissertation, 1968 die Habilitation. 1973 wurde er zum außerordentlichen Professor für Metallographie und metallkundliche Arbeitsverfahren ernannt. Von 1978 bis 1981 war er wissenschaftlich-technischer Direktor und Geschäftsführer des Forschungszentrums Seibersdorf (ehemals Österreichische Studiengesellschaft für Atomenergie Ges.m.b.H.). Am 1. September 1980 wurde er als ordentlicher Professor an das Institut für Technologie und Hüttenkunde der Nichteisenmetalle berufen, führte bis Ende März 1981 übergangsweise das Forschungszentrum Seibersdorf weiter und wechselte 1982 an das Institut für Metallkunde und Werkstoffprüfung, dem er bis zu seiner Emeritierung im Jahr 2002 vorstand.
Von 1987 bis 1991 war er gewählter Rektor der Montanuniversität Leoben. Während seines Rektorates wurden unter anderem die Studienrichtungen Angewandte Geowissenschaften und Industrieller Umweltschutz, Entsorgungstechnik und Recycling gegründet sowie das Peter-Tunner-Gebäude neu gestaltet. In seiner wissenschaftlichen Arbeit beschäftigte er sich unter anderem mit Hochtemperatur-Mikroskopie und optischen Kontrastverfahren.
In der XII. und XIII. Gesetzgebungsperiode war er für die ÖVP Abgeordneter zum Landtag Steiermark. In dieser Funktion war er unter anderem für Forschung und die Industrieregion Obersteiermark zuständig, 1999 war er an der Gründung des Materials Center Leoben beteiligt.
Franz Jeglitsch starb am 29. Juli 2016 im Alter von 81 Jahren, zwei Tage vor seinem Vorgänger und Nachfolger als Rektor Albert Oberhofer.

## Auszeichnungen (Auswahl)
- Charles Hatchett Award
- Henry Clifton Sorby Award
- wirkliches Mitglied der Österreichischen Akademie der Wissenschaften[6]
- Ehrenmitglied der Deutschen Gesellschaft für Metallkunde
- Ehrendoktorat der Yildiz Technical University Istanbul